# Súnem
Súnem (héberül:שׁוּנֵם ) ókori település Palesztina területén, a Jezréel-völgyében. A mai Sulam (Arab: سولم; héber: סוּלַם) településsel azonosítják Afula közelében.
Először az Amarna-levelek említik a Kr. e. 14. században. Később a meghódított városok között szerepel III. Thotmesz és I. Sesonk fáraó listáján.

## A Bibliában
- A filiszteusok itt ütöttek tábort Saul király serege ellen.[2]
- Abiság, Dávid király gondozójának származási helye[3]
- Elizeus prófétát többször vendégül látja itt egy gazdag asszony[4]

## Fordítás
Ez a szócikk részben vagy egészben  a   Shunem című angol Wikipédia-szócikk fordításán alapul.  Az eredeti cikk szerkesztőit annak laptörténete sorolja fel. Ez a jelzés csupán a megfogalmazás eredetét és a szerzői jogokat jelzi, nem szolgál a cikkben szereplő információk forrásmegjelöléseként.